# Ellipteroides (Progonomyia) magistratus
Ellipteroides (Progonomyia) magistratus is een tweevleugelige uit de familie steltmuggen (Limoniidae). De soort komt voor in het Neotropisch gebied.